# Comité Consultivo Internacional Telegráfico y Telefónico
CCITT son las siglas de Comité Consultivo Internacional Telegráfico y Telefónico (en inglés: Consultative Committee for International Telegraphy and Telephony; en francés: Comité Consultatif International Télégraphique et Téléphonique), antiguo nombre del comité de normalización de las telecomunicaciones dentro de la Unión Internacional de Telecomunicaciones (UIT), ahora conocido como UIT-T (Sector de Normalización de las Telecomunicaciones de la UIT).